# Hugo, Minnesota
Hugo là một thành phố thuộc quận Washington, tiểu bang Minnesota, Hoa Kỳ. Năm 2010, dân số của thành phố này là 13332 người.

## Dân số
- Dân số năm 2000: 6363 người.
- Dân số năm 2010: 13332 người.